# Championnat de Tunisie masculin de volley-ball 1997-1998
Navigation
Saison précédente Saison suivante
Le championnat de Tunisie masculin de volley-ball 1997-1998 est la 43e édition à se tenir depuis 1956. Il est disputé par les huit meilleurs clubs en trois phases : une première phase de classement en aller et retour, une deuxième de play-off et play-out en aller et retour avec quatre clubs pour chaque groupe, et une troisième de super play-off entre les deux premiers du play-off.
L'Espérance sportive de Tunis remporte son troisième championnat consécutif mais échoue en coupe de Tunisie au profit de l'Étoile sportive du Sahel (1-3). Les champions dirigés par le Bulgare Hristo Iliev puis par Habib Meriah sont Khaled Belaid, Tarek Ouni, Atef Béji, Abderrazak Raïssi, Ghazi Guidara, Atef Loukil, Mohamed Baghdadi, le bulgare Viktor Sharaliev, Riadh Abid, Haythem Ben Othman, Zakaria Chikhaoui, Sofien Dhrayef et Mohamed Ali Baghdadi.
Saydia Sports et Tunis Air Club rétrogradent en division nationale B au profit de l'Union sportive de Carthage et de l'Aigle sportif d'El Haouaria.

## Division nationale A

### Première phase
| Rang | Équipe                                | Points | Matchs | Victoires | Défaites | Sets pour | Sets contre |
| 1    | Étoile sportive du Sahel              | 26     | 14     | 12        | 2        | 39        | 9           |
| 2    | Espérance sportive de Tunis           | 26     | 14     | 12        | 2        | 37        | 14          |
| 3    | Club africain                         | 25     | 14     | 11        | 3        | 37        | 17          |
| 4    | Club olympique de Kélibia             | 22     | 14     | 8         | 6        | 29        | 21          |
| 5    | Club sportif sfaxien                  | 21     | 14     | 7         | 7        | 25        | 22          |
| 6    | Saydia Sports                         | 17     | 14     | 3         | 11       | 13        | 35          |
| 7    | Tunis Air Club                        | 16     | 14     | 2         | 12       | 10        | 38          |
| 8    | Union sportive des transports de Sfax | 15     | 14     | 1         | 13       | 7         | 41          |

### Play-off
| Rang | Équipe                      | Points | Matchs | Victoires | Défaites | Sets pour | Sets contre |
| 1    | Étoile sportive du Sahel    | 12     | 6      | 6         | 0        | 18        | 1           |
| 2    | Espérance sportive de Tunis | 10     | 6      | 4         | 2        | 12        | 8           |
| 3    | Club olympique de Kélibia   | 8      | 6      | 2         | 4        | 7         | 15          |
| 4    | Club africain               | 6      | 6      | 0         | 6        | 5         | 18          |

### Super play-off
- Espérance sportive de Tunis - Étoile sportive du Sahel : 3-1
- Étoile sportive du Sahel - Espérance sportive de Tunis : 1-3

### Play-out
Les deux derniers rétrogradent en division nationale B.
| Rang | Équipe                                | Points | Matchs | Victoires | Défaites | Sets pour | Sets contre |
| 1    | Club sportif sfaxien                  | 11     | 6      | 5         | 1        | 15        | 5           |
| 2    | Union sportive des transports de Sfax | 10     | 6      | 4         | 2        | 14        | 11          |
| 3    | Saydia Sports                         | 9      | 6      | 3         | 3        | 11        | 12          |
| 4    | Tunis Air Club                        | 6      | 6      | 0         | 6        | 4         | 18          |

## Division nationale B
Huit clubs devaient constituer cette division mais l'Association sportive des PTT Sfax ne s'est pas engagée. À l'issue de la première phase, quatre clubs jouent pour l'accession et trois pour le maintien.

### Play-off
Les deux premiers montent en division nationale A.
| Rang | Équipe                       | Points | Matchs | Victoires | Défaites |
| 1    | Union sportive de Carthage   | 12     | 6      | 6         | 0        |
| 2    | Aigle sportif d'El Haouaria  | 9      | 6      | 3         | 3        |
| 3    | Zitouna Sports               | 9      | 6      | 3         | 3        |
| 4    | Union sportive monastirienne | 6      | 6      | 0         | 6        |

### Play-out
Un seul club rétrograde en division 2.
| Rang | Équipe                     | Points | Matchs | Victoires | Défaites |
| 1    | Avenir sportif de La Marsa | 7      | 4      | 3         | 1        |
| 2    | Club sportif de Hammam Lif | 6      | 4      | 2         | 2        |
| 3    | Fatah Hammam El Ghezaz     | 5      | 4      | 1         | 3        |

## Division 2
Six clubs participent à cette compétition qui permet aux quatre premiers de monter en division nationale B.
- 1er : Étoile sportive de Radès
- 2e : Association sportive des PTT
- 3e : Étoile olympique La Goulette Kram
- 4e : Mouloudia Sport de Bousalem
- 5e : Union sportive de Kélibia
- 6e : Étoile sportive de Ghardimaou
- Non engagé : Club athlétique bizertin